# Ludowy Komisariat Powstańczy
Ludowy Komisariat Powstańczy, Powstanbiuro, Wszechukraińskie Biuro do Kierowania Powstańczą Walką Przeciw Niemieckim Okupantom - zostało utworzone przez taganroską sekcję Centralnego Komitetu Wykonawczego Rad Ukrainy 18 kwietnia 1918 roku w miejsce Centralnego Komitetu Wykonawczego i Rady Komisarzy Ludowych Ukraińskiej Ludowej Republiki Rad. Siedzibą Komisariatu była Moskwa.
W skład Komisariatu weszło czterech bolszewików: Andriej Bubnow, Wołodymyr Zatonskyj, Jurij Piatakow, Mykoła Skrypnyk; czterech lewicowych eserowców: Serhij Mstsławśkyj, Opanas Siewerow (Siwero)-Odojewśkyj (do tej pory był w UPSR, później dołączył do partii Borotbistów), M. Siomuszkin, Jewhen Terlećkyj oraz lewicowy ukraiński socjaldemokrata Mykoła Wrublewśkyj, dlatego też Biuro nazywano również Powstańczą dziewiątką. Komisariat był instytucją fasadową, faktycznie nie prowadził działalności.
Po powstaniu lewicowych eserowców w Moskwie 6 lipca 1918 współpraca między bolszewikami a lewicowymi eserowcami została zerwana, a Komisariat przestał istnieć. 9 lipca 1918 w jego miejsce powołano Wszechukraiński Centralny Komitet Wojskowo-Rewolucyjny.